# Puerto Rico op de Olympische Zomerspelen 2020
Puerto Rico nam deel aan de Olympische Zomerspelen 2020 in Tokio, Japan.

## Medailleoverzicht
| Medaille | Naam                  | Sport    | Onderdeel       | Datum      |
| -------- | --------------------- | -------- | --------------- | ---------- |
| Goud     | Jasmine Camacho-Quinn | Atletiek | 100m horden (v) | 2 augustus |

## Atleten
| sport          | mannen | vrouwen | totaal |
| -------------- | ------ | ------- | ------ |
| Atletiek       | 3      | 1       | 4      |
| Basketbal      | 0      | 12      | 12     |
| Boksen         | 1      | 0       | 1      |
| Golf           | 1      | 1       | 2      |
| Judo           | 1      | 2       | 3      |
| Paardensport   | 0      | 1       | 1      |
| Roeien         | 0      | 1       | 1      |
| Schietsport    | 0      | 1       | 1      |
| Schoonspringen | 1      | 0       | 1      |
| Skateboarden   | 2      | 0       | 2      |
| Taekwondo      | 0      | 1       | 1      |
| Tafeltennis    | 1      | 2       | 3      |
| Worstelen      | 1      | 0       | 1      |
| Zeilen         | 1      | 1       | 2      |
| Zwemmen        | 1      | 1       | 2      |
| totaal         | 13     | 24      | 37     |

## Sporten

### Atletiek
Mannen
Loopnummers
| atleet         | onderdeel | series  | series | kwartfinale | kwartfinale | halve finale   | halve finale   | finale         | finale         |
| atleet         | onderdeel | tijd    | rang   | tijd        | rang        | tijd           | rang           | tijd           | rang           |
| -------------- | --------- | ------- | ------ | ----------- | ----------- | -------------- | -------------- | -------------- | -------------- |
| Andrés Arroyo  | 800 m     | 1.53,09 | 7      | n.v.t.      | n.v.t.      | niet geplaatst | niet geplaatst | niet geplaatst | niet geplaatst |
| Ryan Sánchez   | 800 m     | 1.47,07 | 7      | n.v.t.      | n.v.t.      | niet geplaatst | niet geplaatst | niet geplaatst | niet geplaatst |
| Wesley Vázquez | 800 m     | 1.49,06 | 7      | n.v.t.      | n.v.t.      | niet geplaatst | niet geplaatst | niet geplaatst | niet geplaatst |

Vrouwen
Loopnummers
| atlete                | onderdeel    | series | series | kwartfinale | kwartfinale | halve finale | halve finale | finale | finale |
| atlete                | onderdeel    | tijd   | rang   | tijd        | rang        | tijd         | rang         | tijd   | rang   |
| --------------------- | ------------ | ------ | ------ | ----------- | ----------- | ------------ | ------------ | ------ | ------ |
| Jasmine Camacho-Quinn | 100 m horden | 12,41  | 1 Q    | n.v.t.      | n.v.t.      | 12,26 OR     | 1 Q          | 12,37  | Goud   |

### Basketbal

#### Team
Vrouwen
| Olympiër | Discipline | Resultaat  | Prestatie |
| --- | ---------- | ---------- | --------- |
| Jennifer O'Neill Tayra Meléndez Pamela Rosado Allison Gibson Jada Stinson Dayshalee Salamán Jazmon Gwathmey Isalys Quiñones Sabrina Lozada-Cabbage India Pagán Jacqueline Benítez Michelle González | team       | Groepsfase | zie onder |

| Groep |             |             |             |             |             |            |            |            |        |
| #     | Land        | Wedstrijden | Wedstrijden | Wedstrijden | Wedstrijden | Doelpunten | Doelpunten | Doelpunten | Punten |
| #     | Land        | GW          | W           | G           | V           | V          | T          | Saldo      | Punten |
| 1     | China       | 3           | 3           | 0           | 0           | 247        | 191        | +56        | 6      |
| 2     | België      | 3           | 2           | 0           | 1           | 234        | 196        | +38        | 5      |
| 3     | Australië   | 3           | 1           | 0           | 2           | 240        | 230        | +10        | 4      |
| 4     | Puerto Rico | 3           | 0           | 0           | 3           | 176        | 280        | -104       | 3      |

| Ronde           | Datum          | Lokale tijd    | MEZT           | Land           | Score          | Land           |  |
| --------------- | -------------- | -------------- | -------------- | -------------- | -------------- | -------------- |  |
| groepsfase      |                |                |                |                |                |                |  |
| 27 juli 2021    | 21:00          | 14:00          | Puerto Rico    | 55 - 97        | China          |                |  |
| 30 juli 2021    | 10:00          | 01:00          | België         | 87 - 52        | Puerto Rico    |                |  |
| 2 augustus 2021 | 21:00          | 14:00          | Australië      | 96 - 69        | Puerto Rico    |                |  |
|                 |                |                |                |                |                |                |  |
| kwartfinale     | niet geplaatst | niet geplaatst | niet geplaatst | niet geplaatst | niet geplaatst | niet geplaatst |  |
|                 |                |                |                |                |                |                |  |
| halve finale    | niet geplaatst | niet geplaatst | niet geplaatst | niet geplaatst | niet geplaatst | niet geplaatst |  |
|                 |                |                |                |                |                |                |  |
| finale          | niet geplaatst | niet geplaatst | niet geplaatst | niet geplaatst | niet geplaatst | niet geplaatst |  |

### Boksen
Mannen
| atleet         | onderdeel    | eerste ronde         | tweede ronde         | kwartfinale          | halve finale         | finale               | rang           |
| atleet         | onderdeel    | tegenstander uitslag | tegenstander uitslag | tegenstander uitslag | tegenstander uitslag | tegenstander uitslag | rang           |
| -------------- | ------------ | -------------------- | -------------------- | -------------------- | -------------------- | -------------------- | -------------- |
| Yankiel Rivera | vlieggewicht | Bibossinov V 1 - 4   | niet geplaatst       | niet geplaatst       | niet geplaatst       | niet geplaatst       | niet geplaatst |

### Golf
Mannen
| atleet        | onderdeel | eerste ronde | tweede ronde | derde ronde | vierde ronde | totaal | totaal | totaal |
| atleet        | onderdeel | score        | score        | score       | score        | score  | par    | rang   |
| ------------- | --------- | ------------ | ------------ | ----------- | ------------ | ------ | ------ | ------ |
| Rafael Campos | mannen    | 73           | 73           | 70          | 72           | 288    | +4     | 57     |

Vrouwen
| atleet                | onderdeel | eerste ronde | tweede ronde | derde ronde | vierde ronde | totaal | totaal | totaal |
| atleet                | onderdeel | score        | score        | score       | score        | score  | par    | rang   |
| --------------------- | --------- | ------------ | ------------ | ----------- | ------------ | ------ | ------ | ------ |
| Maria Fernanda Torres | vrouwen   | 73           | 77           | 70          | 67           | 287    | +3     | 48     |

### Judo
Mannen
| atleet        | onderdeel | eerste ronde         | tweede ronde         | derde ronde          | kwartfinale          | halve finale         | herkansing           | finale / BM          | finale / BM    |
| atleet        | onderdeel | tegenstander uitslag | tegenstander uitslag | tegenstander uitslag | tegenstander uitslag | tegenstander uitslag | tegenstander uitslag | tegenstander uitslag | rang           |
| ------------- | --------- | -------------------- | -------------------- | -------------------- | -------------------- | -------------------- | -------------------- | -------------------- | -------------- |
| Adrián Gandía | −81 kg    | bye                  | Casse V 011-001      | niet geplaatst       | niet geplaatst       | niet geplaatst       | niet geplaatst       | niet geplaatst       | niet geplaatst |

Vrouwen
| atlete         | onderdeel | eerste ronde         | tweede ronde         | kwartfinale          | halve finale         | herkansing           | finale / BM          | finale / BM    |
| atlete         | onderdeel | tegenstander uitslag | tegenstander uitslag | tegenstander uitslag | tegenstander uitslag | tegenstander uitslag | tegenstander uitslag | rang           |
| -------------- | --------- | -------------------- | -------------------- | -------------------- | -------------------- | -------------------- | -------------------- | -------------- |
| María Pérez    | −70 kg    | Howell W 10-0        | Arai V 0-10          | niet geplaatst       | niet geplaatst       | niet geplaatst       | niet geplaatst       | niet geplaatst |
| Melissa Mojica | +78 kg    | Rochele Nunes V 0–1  | niet geplaatst       | niet geplaatst       | niet geplaatst       | niet geplaatst       | niet geplaatst       | niet geplaatst |

### Paardensport

#### Eventing
| ruiter        | paard                   | onderdeel   | dressuur    | dressuur | cross-country | cross-country | cross-country | springen       | springen       | springen       | springen       | springen       | springen       | totaal         | totaal         |
| ruiter        | paard                   | onderdeel   | dressuur    | dressuur | cross-country | cross-country | cross-country | kwalificatie   | kwalificatie   | kwalificatie   | finale         | finale         | finale         | totaal         | totaal         |
| ruiter        | paard                   | onderdeel   | strafpunten | rang     | strafpunten   | totaal        | rang          | strafpunten    | totaal         | rang           | strafpunten    | totaal         | rang           | strafpunten    | rang           |
| ------------- | ----------------------- | ----------- | ----------- | -------- | ------------- | ------------- | ------------- | -------------- | -------------- | -------------- | -------------- | -------------- | -------------- | -------------- | -------------- |
| Lauren Billys | Castle Larchfield Purdy | individueel | 39,90       | 54       | EL            | EL            | -             | niet geplaatst | niet geplaatst | niet geplaatst | niet geplaatst | niet geplaatst | niet geplaatst | niet geplaatst | niet geplaatst |

### Roeien
Vrouwen
| atleet        | onderdeel | series  | series | herkansingen | herkansingen | kwartfinale | kwartfinale | halve finale | halve finale | finale  | finale |
| atleet        | onderdeel | tijd    | rang   | tijd         | rang         | tijd        | rang        | tijd         | rang         | tijd    | rang   |
| ------------- | --------- | ------- | ------ | ------------ | ------------ | ----------- | ----------- | ------------ | ------------ | ------- | ------ |
| Veronica Toro | skiff     | 8.11,57 | 3 KF   | bye          | bye          | 8.35,32     | 6 HFC/D     | 7.53,36      | 5 FD         | 7.57,22 | 22     |

Legenda: FA=finale A (medailles); FB=finale B (geen medailles); FC=finale C (geen medailles); FD=finale D (geen medailles); FE=finale E (geen medailles); FF=finale F (geen medailles); HA/B=halve finale A/B; HC/D=halve finale C/D; HE/F=halve finale E/F; KF=kwartfinale; H=herkansing

### Schietsport
Vrouwen
| atlete          | onderdeel               | kwalificaties | kwalificaties | finale         | finale         |
| atlete          | onderdeel               | punten        | rang          | punten         | rang           |
| --------------- | ----------------------- | ------------- | ------------- | -------------- | -------------- |
| Yarimar Mercado | 50 m geweer 3 houdingen | 1157-49x      | 28            | niet geplaatst | niet geplaatst |

### Schoonspringen
Mannen
| atlete          | onderdeel  | series | series | halve finale | halve finale | finale         | finale         |
| atlete          | onderdeel  | punten | rang   | punten       | rang         | punten         | rang           |
| --------------- | ---------- | ------ | ------ | ------------ | ------------ | -------------- | -------------- |
| Rafael Quintero | 10 m toren | 396,90 | 12 Q   | 397,55       | 14           | niet geplaatst | niet geplaatst |

### Skateboarden
Mannen
| atlete         | onderdeel | kwalificaties | kwalificaties | finale         | finale         |
| atlete         | onderdeel | punten        | rang          | punten         | rang           |
| -------------- | --------- | ------------- | ------------- | -------------- | -------------- |
| Steven Piñeiro | park      | 76,20         | 6 Q           | 75,17          | 6              |
| Manny Santiago | street    | 5,45          | 19            | niet geplaatst | niet geplaatst |

### Taekwondo
Vrouwen
| atlete             | onderdeel | eerste ronde         | kwartfinale          | halve finale         | herkansing           | finale / BM          | finale / BM    |
| atlete             | onderdeel | tegenstander uitslag | tegenstander uitslag | tegenstander uitslag | tegenstander uitslag | tegenstander uitslag | rang           |
| ------------------ | --------- | -------------------- | -------------------- | -------------------- | -------------------- | -------------------- | -------------- |
| Victoria Stambaugh | -49 kg    | Semberg V 2 - 22     | niet geplaatst       | niet geplaatst       | niet geplaatst       | niet geplaatst       | niet geplaatst |

### Tafeltennis
Mannen
| atlete         | onderdeel | voorronde            | eerste ronde         | tweede ronde         | derde ronde          | vierde ronde         | kwartfinale          | halve finale         | finale / BM          | finale / BM    |
| atlete         | onderdeel | tegenstander uitslag | tegenstander uitslag | tegenstander uitslag | tegenstander uitslag | tegenstander uitslag | tegenstander uitslag | tegenstander uitslag | tegenstander uitslag | rang           |
| -------------- | --------- | -------------------- | -------------------- | -------------------- | -------------------- | -------------------- | -------------------- | -------------------- | -------------------- | -------------- |
| Brian Afanador | enkelspel | bye                  | Lam S-h V 3 - 4      | niet geplaatst       | niet geplaatst       | niet geplaatst       | niet geplaatst       | niet geplaatst       | niet geplaatst       | niet geplaatst |

Vrouwen
| atlete       | onderdeel | voorronde            | eerste ronde         | tweede ronde         | derde ronde          | vierde ronde         | kwartfinale          | halve finale         | finale / BM          | finale / BM    |
| atlete       | onderdeel | tegenstander uitslag | tegenstander uitslag | tegenstander uitslag | tegenstander uitslag | tegenstander uitslag | tegenstander uitslag | tegenstander uitslag | tegenstander uitslag | rang           |
| ------------ | --------- | -------------------- | -------------------- | -------------------- | -------------------- | -------------------- | -------------------- | -------------------- | -------------------- | -------------- |
| Adriana Díaz | enkelspel | bye                  | bye                  | bye                  | Liu V 0 - 4          | niet geplaatst       | niet geplaatst       | niet geplaatst       | niet geplaatst       | niet geplaatst |
| Melanie Díaz | enkelspel | bye                  | Paranang V 0 - 4     | niet geplaatst       | niet geplaatst       | niet geplaatst       | niet geplaatst       | niet geplaatst       | niet geplaatst       | niet geplaatst |

### Worstelen

#### Vrije stijl
Mannen
| atleet         | onderdeel | eerste ronde           | kwartfinale          | halve finale         | herkansing           | finale / BM          | finale / BM    |
| atleet         | onderdeel | tegenstander uitslag   | tegenstander uitslag | tegenstander uitslag | tegenstander uitslag | tegenstander uitslag | rang           |
| -------------- | --------- | ---------------------- | -------------------- | -------------------- | -------------------- | -------------------- | -------------- |
| Franklin Gómez | −74 kg    | Abdurakhmonov V 0 - 10 | niet geplaatst       | niet geplaatst       | niet geplaatst       | niet geplaatst       | niet geplaatst |

### Zeilen
Gemengd
| atleet                          | onderdeel | race | race | race | race | race | race | race | race | race | race | race | race | race           | netto punten | eindnotering |
| atleet                          | onderdeel | 1    | 2    | 3    | 4    | 5    | 6    | 7    | 8    | 9    | 10   | 11   | 12   | M              | netto punten | eindnotering |
| ------------------------------- | --------- | ---- | ---- | ---- | ---- | ---- | ---- | ---- | ---- | ---- | ---- | ---- | ---- | -------------- | ------------ | ------------ |
| Enrique Figueroa Gretchen Ortiz | Nacra 17  | 15   | 16   | 16   | 18   | 18   | 19   | 4    | 17   | 19   | 15   | 18   | 18   | niet geplaatst | 174          | 17           |

### Zwemmen
Mannen
| atleet       | onderdeel        | series  | series | halve finale   | halve finale   | finale         | finale         |
| atleet       | onderdeel        | tijd    | rang   | tijd           | rang           | tijd           | rang           |
| ------------ | ---------------- | ------- | ------ | -------------- | -------------- | -------------- | -------------- |
| Jarod Arroyo | 200 m wisselslag | 2.01,92 | 30     | niet geplaatst | niet geplaatst | niet geplaatst | niet geplaatst |
| Jarod Arroyo | 400 m wisselslag | 4.17,46 | 22     | n.v.t.         | n.v.t.         | niet geplaatst | niet geplaatst |

Vrouwen
| atlete         | onderdeel         | series  | series | halve finale   | halve finale   | finale         | finale         |
| atlete         | onderdeel         | tijd    | rang   | tijd           | rang           | tijd           | rang           |
| -------------- | ----------------- | ------- | ------ | -------------- | -------------- | -------------- | -------------- |
| Miriam Sheehan | 100 m vlinderslag | 1.02,49 | 31     | niet geplaatst | niet geplaatst | niet geplaatst | niet geplaatst |
| Miriam Sheehan | 100 m vrije slag  | 56,64   | 38     | niet geplaatst | niet geplaatst | niet geplaatst | niet geplaatst |